# Йохан II (Ритберг)
Йохан II фон Ритберг (на немски: Johann II von Rietberg, „der Tolle“; * сл. 1523; † 9 декември 1562 в Кьолн) е от 1552 до 1562 г. граф на Графство Ритберг и господар на Харлингерланд в Източна Фризия. Той е последният мъжки представител на фамилията Верл-Арнсберг-Куик.

## Биография
Той е син на граф Ото III фон Ритберг († 18 декември 1535) и втората му съпруга Онна фон Есенс. Внук е на граф Йохан I († 1516) и Маргарета фон Липе.
Йохан управлява първо с по-големия си полубрат Ото IV († 5/6 януари 1553) и след неговата смърт сам. Той се кара много и води борби за власт и затова получава допълнителното име „der tolle Johann“.
Йохан повечето време е в резиденцията си във фризийския Есенс. Както чичо му Балтазар († 16 октомври 1540), той има често конфликт със съседното графство Източна Фризия. През 1556 г. той си взема част от графството. Графиня Анна от Източна Фризия обвинява Йохан в имерския камерен съд и в Долносаксонския-Вестфалски имперски окръг. Въпреки пресъдата той прави и по-нататък проблеми.
Йохан през 1556 г. в Ритберг екзекутира без процес един висш служител, един рентмайстер, и преследва и фамилията му, която бяга в Липе и напада със свои привърженици земи в Ритберг. Йохан след това с наемници от Есенс от Ритберг напада граф Бернхард VIII фон Липе.
През есента 1556 г. граф Бернхард VIII фон Липе и епископът на Падернборн обсаждат град Ритберг. Едва през юни 1557 г. Йохан се предава. Той е затворен първо в дворец Бюдерих (близо до Везел) и от 1560 г. е преместен в Кьолн. Той може да избяга, но през 1562 г. е заловен в Дийц. Там херцогът на Юлих го предава на архиепископа на Кьолн. Маргарита Пармска, управителката на Испанска Нидерландия, се застъпва за него, но той не е освободен. В зтвора в манастира той превежда множество немски произведения на латински. Той умира в затвора в Кьолн през 1562 г. и е погренбан там.
След 1557 г. вдовицата му графиня Агнес поема управлението за двете си дъщери. Страната по-късно е разделена, Валбурга наследява Харлингерланд и Армгард графство Ритберг.
Агнес се омъжва втори път през 1568 г. за граф Ото VIII фон Хоя, брат на нейния зет граф Ерих V фон Хоя.

## Фамилия
Йохан II се жени за Агнес фон Бентхайм и Щайнфурт (* ок. 1531, † 15 септември 1589), дъщеря на граф Арнолд II фон Бентхайм-Щайнфурт (1497 – 1553) и съпругата му Валбурга фон Бредероде-Нойенар (1512 – 1567) и сестра на Ебервин III фон Бентхайм-Щайнфурт. Те имат две дъщери: 
- Армгард († 13 юли 1584), омъжена I. 1568 г. за граф Ерих V фон Хоя (1535 – 1575); II. 1578 г. за граф Симон VI фон Липе (1554 – 1613)
- Валбурга († 26 май 1586), омъжена 1581 г. за граф Ено III от Източна Фризия (1563 – 1625)

- Агнес фон Бентхайм-Щайнфурт
- Армгард и Валбурга фон Ритберг, от Херман том Ринг
- Фамилен портрет на Йохан II фон Ритберг